# Carl Dietz (Schauspieler)
Carl Dietz (1804 in Magdeburg – 5. Dezember 1867 in Prag) war ein deutscher Theaterschauspieler.

## Leben
Dietz betrat als „Franz“ in Vetter aus Bremen zum ersten Mal in Braunschweig die Bühne, war dann an mehreren kleinen Theatern engagiert, kam 1833 als erster Liebhaber nach Graz, von wo er ein Jahr später auf Empfehlung Ludwig Löwes nach Prag engagiert wurde. Er hatte die Konkurrenz mit dem so außerordentlich beliebten Karl Wilhelm Fischer zu bestehen und musste anfangs alles aufbieten, um sich eine Position zu verschaffen. Der Künstler wirkte volle 30 Jahre am Prager Landestheater. Am 23. Februar 1864 verabschiedete er sich als „Hausfreund Schmerl“ in Großjährig. Dietz erkrankte kurze Zeit nachdem er in den Ruhestand getreten war und starb 1867 in Prag.
Seine Tochter Anna Dietz wurde ebenfalls eine Theaterschauspielerin.